# God Only Knows
〈God Only Knows〉는 미국의 록 밴드 비치 보이스의 브라이언 윌슨, 토니 애셔가 쓴 곡이고, 1966년 5월에 음반 《Pet Sounds》의 여덟 번째 곡으로 발매되었다. 두 달 후, 그 곡은 미국에서 〈Wouldn't It Be Nice〉의 B 사이드로 발매되었다. 다른 나라에서는 〈God Only Knows〉이 싱글의 A 사이드이었고, 영국 싱글 차트에서 2위를 차지했다.
이 곡은 제목과 가사로 하느님의 이름을 짓는데, 이 곡은 그 당시 팝 싱글에게는 드문 일이었다. 가사에 표현된 감정은 어떤 신에게도 특정하지 않았고, 패배 후에 앞으로 나아가는 것에 대한 노래로서 어떤 더 높은 힘으로도 언급될 수 있었다. 윌슨은 자신과 애쉬의 의도는 "눈이 멀지만 눈이 멀면 더 많이 볼 수 있다"는 느낌을 만들어내는 것이라고 말했다.

## 인증
| 국가                               | 인증     | 판매량/출하량 |
| ---------------------------------- | -------- | ------------- |
| 뉴질랜드 (RMNZ)                    | 플래티넘 | 20,000        |
| 영국 (BPI)                         | 플래티넘 | 600,000       |
| 판매량+스트리밍을 기반으로 한 인증 |          |               |